# Phelsuma abbotti
Phelsuma abbotti är en ödleart som beskrevs av  Leonhard Hess Stejneger 1893. Phelsuma abbotti ingår i släktet Phelsuma och familjen geckoödlor. Artepitet i det vetenskapliga namnet hedrar den amerikanska naturforskaren William Louis Abbott.
Denna geckoödla förekommer med flera från varandra skilda populationer på västra och norra Madagaskar samt på Seychellerna. Den lever i låglandet och i kulliga regioner upp till 320 meter över havet. Exemplaren vistas i skogar, mangrove och i buskskogar. De klättrar på växter och besöker marken. Individerna besöker ibland trädgårdar och byggnader. Honor lägger ägg.
En höjning av havsytan skulle minska utbredningsområdet. Det gäller främst populationen på Seychellerna. Phelsuma abbotti har annars bra anpassningsförmåga. IUCN kategoriserar arten globalt som livskraftig.

## Underarter
Arten delas in i följande underarter:
- P. a. abbotti
- P. a. chekei
- P. a. pulchra
- P. a. sumptio